# So sehr dabei
So sehr dabei ist das vierte Studioalbum des deutschen Popsängers und Rappers Clueso. Es erschien am 30. Mai 2008 bei Four Music.

## Hintergrund
Das aus 16 Titeln bestehende Studioalbum So sehr dabei wurde von Baris Aladag, Ralf Christian Mayer, Philipp Milner und Sebastian Skalei produziert. Es ist das vierte und zugleich letzte Album, das beim Berliner Plattenlabel Four Music erschien.
Mit seiner ersten Singleauskopplung Keinen Zentimeter nahm er, zum zweiten Mal nach 2005, am Bundesvision Song Contest 2008 für sein Heimatland Thüringen teil, unterlag aber der Band Subway to Sally mit ihrem Titel Auf Kiel. Er musste sich mit einem Punkt de rBand geschlagen geben, dem knappsten Ergebnis in der Geschichte des Musikwettbewerbs.
Das Frontcover zeigt Clueso durch einen Hallengang gehend mit einer Gitarre in der Hand. Oben rechts ist in weißer Schrift der Künstlername Clueso und darunter in großen, ebenfalls weißen, Blockbuchstaben darunter der Albentitel zu lesen.

## Titelliste
| #  | Titel                        | Autor(en) | Produzent(en)                      | Länge |
| -- | ---------------------------- | --- | ---------------------------------- | ----- |
| 1  | Barfuss                      | Clueso, Ralf Christian Mayer, Tim Neuhaus                                                                                      | Ralf Christian Mayer               | 2:39  |
| 2  | Augen zu                     | Clueso, Ralf Christian Mayer, Christoph Bernewitz, Philipp Milner, Daniel Bätge                                                | Ralf Christian Mayer               | 4:33  |
| 3  | Niemand an dich denkt        | Clueso, Ralf Christian Mayer, Christoph Bernewitz                                                                              | Ralf Christian Mayer               | 5:32  |
| 4  | Wir wolln Sommer             | Clueso, Ralf Christian Mayer                                                                                                   | Ralf Christian Mayer               | 3:51  |
| 5  | Geisterstadt                 | Clueso, Norman Sinn, Ralf Christian Mayer, Christoph Bernewitz, Philipp Milner, Baris Aladag                                   | Ralf Christian Mayer               | 6:26  |
| 6  | Mitnehm                      | Alexander Binder, Clueso, Ralf Christian Mayer                                                                                 | Ralf Christian Mayer               | 3:31  |
| 7  | Gewinner                     | Clueso, Ralf Christian Mayer, Baris Aladag                                                                                     | Ralf Christian Mayer, Baris Aladag | 3:45  |
| 8  | Schreibe dir                 | Clueso, Ralf Christian Mayer, Christoph Bernewitz, Philipp Milner, Baris Aladag                                                | Ralf Christian Mayer               | 4:28  |
| 9  | Keinen Zentimeter            | Clueso, Ralf Christian Mayer, Christoph Bernewitz, Philipp Milner, Daniel Bätge, Paul Tetzlaff, Christian Kohlhaas, Marcel Aue | Daniel Bätge, Clueso               | 3:25  |
| 10 | So sein wie du               | Clueso, Ralf Christian Mayer, Philipp Milner                                                                                   | Ralf Christian Mayer               | 4:56  |
| 11 | Utopie                       | Alexander Binder, Clueso, Ralf Christian Mayer, Philipp Milner, Baris Aladag                                                   | Ralf Christian Mayer               | 4:20  |
| 12 | Verlierer                    | Alexander Binder, Clueso, Ralf Christian Mayer, Christoph Bernewitz, Philipp Milner                                            | Ralf Christian Mayer               | 3:06  |
| 13 | Pause                        | Philipp Milner | Philipp Milner                     | 1:31  |
| 14 | Jede Stadt                   | Clueso, Ralf Christian Mayer, Baris Aladag                                                                                     | Ralf Christian Mayer               | 4:20  |
| 15 | So sehr dabei                | Clueso, Ralf Christian Mayer, Baris Aladag                                                                                     | Ralf Christian Mayer               | 3:44  |
| 16 | Abspann (Weck sie nicht auf) | Clueso, Sebastian Skalei | Sebastian Skalei                   | 2:06  |

## Rezeption

### Rezensionen
Dani Fromm, Musikkritiker von laut.de, befand, dass die Titel auf Cluesos viertem Studioalbum So sehr dabei „[...] handgestrickt, schlicht und dennoch nicht simpel“ seien.

### Charts und Chartplatzierungen
So sehr dabei stieg am 13. Juni 2008 auf Rang drei der deutschen Albumcharts ein und erreichte damit zugleich seine beste Platzierung. Das Album konnte sich insgesamt 53 Wochen in den Charts platzieren, letztmals auf Platz 93 in der Chartausgabe vom 8. April 2011. In Österreich stieg So sehr dabei am 13. Juni 2008 auf Rang 40 ein und verließ sodann die Charts wieder. In der Schweiz platzierte sich das Album ab dem 15. Juni 2008, als es mit Rang 26 seine Höchstnotierung hatte. Eine Woche später, am 22. Juni 2008, belegte es Platz 98, ehe es die Charts verließ.
| ChartsChartplatzierungen | Höchstplatzierung | Wochen |
| ------------------------ | ----------------- | ------ |
| Deutschland (GfK)        | 3 (53 Wo.)        | 53     |
| Österreich (Ö3)          | 40 (1 Wo.)        | 1      |
| Schweiz (IFPI)           | 26 (2 Wo.)        | 2      |

| ChartsJahrescharts (2008) | Platzierung |
| ------------------------- | ----------- |
| Deutschland (GfK)         | 69          |

| ChartsJahrescharts (2009) | Platzierung |
| ------------------------- | ----------- |
| Deutschland (GfK)         | 66          |

### Auszeichnungen für Musikverkäufe
| Land/Region        | Auszeichnungen für Musikverkäufe (Land/Region, Auszeichnung, Verkäufe) | Verkäufe |
| ------------------ | ---------------------------------------------------------------------- | -------- |
| Deutschland (BVMI) | 3× Gold                                                                | 300.000  |
| Insgesamt          | 3× Gold ·                                                              | 300.000  |